# Бронштейн, Луис
Луис Маркос Бронштейн (исп. Luis Marcos Bronstein; 2 июня 1946, Кордова, Аргентина — 8 января 2014, Буэнос-Айрес) — аргентинский шахматист, международный мастер (1978).
Участник 8-го чемпионата мира среди юниоров (1965) в г. Барселоне.
В составе сборной Аргентины участник 3-х олимпиад (1976—1978, 1982). На олимпиаде 1976 года, играя на 2-й резервной доске, завоевал бронзовую медаль в индивидуальном зачёте.
Принял участие в межзональном турнире в Рио-де-Жанейро (1979).

## Изменения рейтинга
| Графики недоступны из-за технических проблем. См. информацию на Фабрикаторе и на mediawiki.org. |